# Mount St. Benedict
Mount St. Benedict es una localidad de Trinidad y Tobago, que forma parte de la región de Tunapuna-Piarco.

## Geografía
La localidad abarca parte de la isla Trinidad y limita al norte con La Baja, al sur con Santa Margarita y St. Augustine, al este con St. John's Village y al oeste con La Mango Village.

## Demografía
Datos demográficos de la localidad de Mount St. Benedict:
| Gráfica de evolución demográfica de Mount St. Benedict entre 2000 y 2011 |
|                                                                          |